# 宿根马唐
宿根马唐（学名：Digitaria thwaitesii）为禾本科马唐属下的一个种。

## 扩展阅读
- 維基物種上的相關：宿根马唐